# Hoge Knarsluis

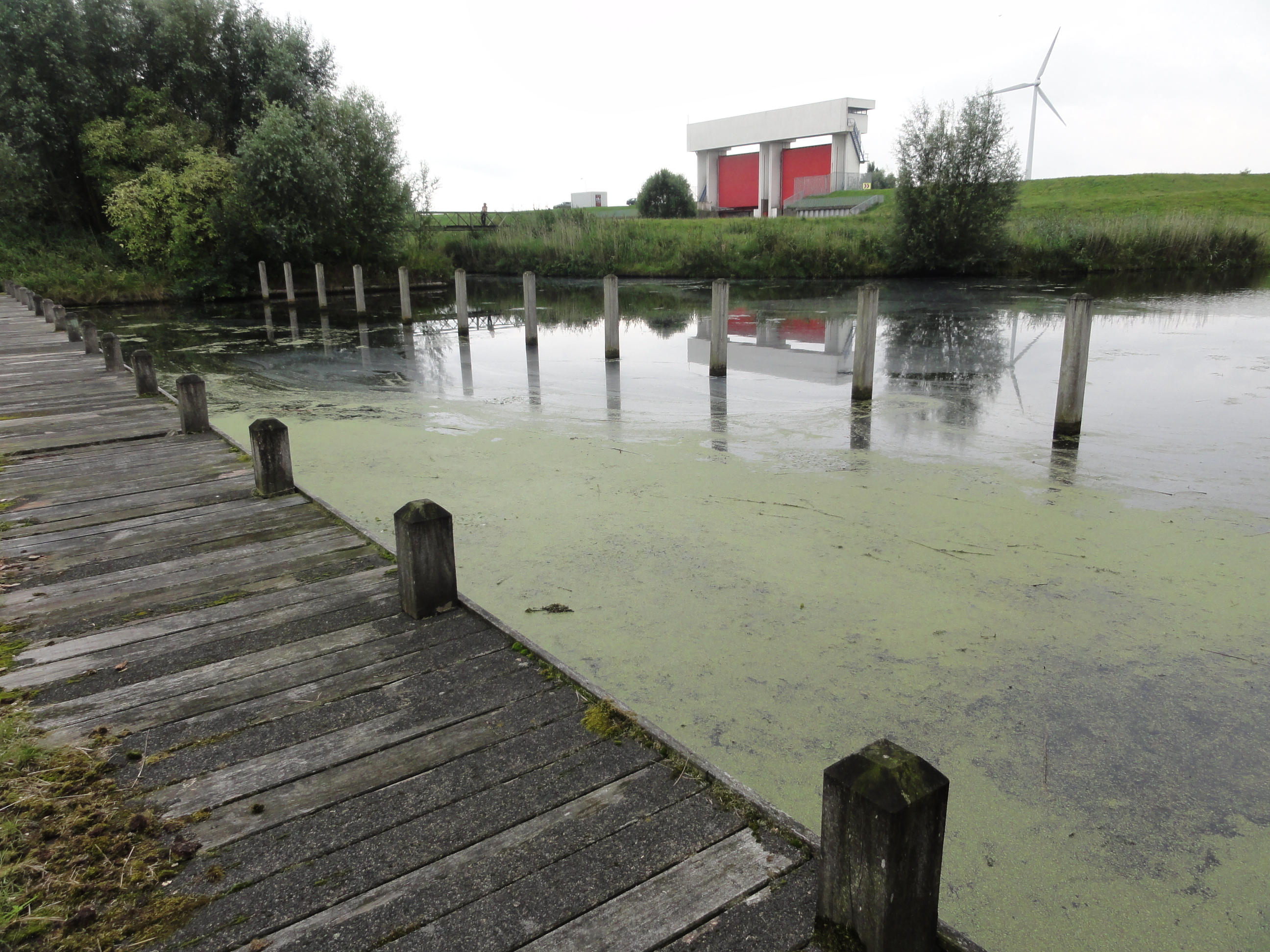
Passantensteiger De Peppelt (zomer 2011)

De Hoge Knarsluis is een sluis bij de Knardijk in de Hoge Vaart in de Flevopolder.
De sluis is opgebouwd uit twee schuiven die voorzien zijn van grote contragewichten. Samen met de identieke Lage Knarsluis in de Lage Vaart voorkomt de Hoge Knarsluis in combinatie met de Knardijk dat bij een dijkdoorbraak de hele Flevopolder onder water loopt. Door het sluiten van de beide sluizen wordt de inundatie tot de helft van de Flevopolder beperkt.

## De Peppelt
Naast de Hoge Knarsluis is een klein beschut haventje voorzien van een in matige staat verkerende passantensteiger (de planken zijn vermolmd en er vallen gaten in). Het is genoemd naar de voormalige vaargeul of zandbank De Peppelt, die hier in de buurt was gelegen. In de voormalige Zuiderzee gebruikten de schepen die als oriëntatiepunt.
Friese sluis · 
Hoge Knarsluis · 
Houtribsluizen · 
Ketelsluis · 
Lage Knarsluis · 
Naviduct Krabbersgat · 
Noordersluis · 
Reevesluis · 
Roggebotsluis · 
Vaartsluis · 
Voorstersluis · 
Urkersluis · 
Zuidersluis